# 二酸化炭素の電気分解
二酸化炭素の電気分解（にさんかたんそのでんきぶんかい）は、電気を使用して二酸化炭素(CO2)をより還元された化学種と酸素に分解する方法の一つである。これにより二酸化炭素の資源化、再利用が可能になる。他にはサバティエ反応のように二酸化炭素と還元剤を反応させる方法が知られている。
なお、二酸化炭素に電流を流して別の物質が生じる反応は電流を流すことによる電気分解還元反応も含まれることになるが、ここではそれもまとめて電気分解として述べる。
二酸化炭素の電気分解によって、ギ酸(HCOOH)、一酸化炭素(CO)、メタン(CH4)、エチレン(C2H4)およびエタノール(C2H5OH)を作り出せる。メタノール、プロパノール、1-ブタノールも少量生成される。
この方法は現在の所低いエネルギー効率（40%程度）に実用化を阻まれており、効率を改善するための電極触媒の開発が進められている。

## 種類

### 人工光合成技術を利用した電気分解
人工光合成の技術を利用し、二酸化炭素と、水を光触媒と分離膜により分解して生じる水素との混合物を常温、常圧で電気分解して一酸化炭素を取り出すものである。
{\displaystyle {\ce {CO2 + 2H+ + 2e- -> CO + H2O}}}
この問題点としては、水に溶かしたわずかな量の二酸化炭素しか分解できない点が挙げられる。この問題を解決するため、固体高分子型の電解セルを用いることにより、二酸化炭素と水から一酸化炭素と水酸化物イオンを取り出す方法が考えられた。
{\displaystyle {\ce {CO2 + H2O + 2e- -> CO + 2OH-}}}
この反応では、従来より多量の一酸化炭素が生じ、一酸化炭素生成のファラデー効率は93パーセントとなる。

### 二酸化炭素水溶液の電気分解
二酸化炭素水溶液（炭酸水、これだけでは電流を通しにくいため炭酸水素カリウムなども溶かす）に白金などの水素過電圧の小さい物質を電極に用いると、先に水素が発生してしまい、二酸化炭素をうまく還元できない。そこで、インジウム(In)、鉛(Pb)、水銀(Hg)、スズ(Sn)等を電極に用いると、主にギ酸が発生する。
{\displaystyle {\ce {CO2 + 2H+ + 2e- -> HCOOH}}}

### 銅を電極に用いた電気分解
銅(Cu)を電極に用いて二酸化炭素水溶液を電気分解する際、電位が-1.15ボルトより負になるとメタン、エチレン等の炭化水素が発生する。
{\displaystyle {\ce {CO2 + 8H+ + 8e- -> CH4 + 2H2O}}}、
{\displaystyle {\ce {CO2 + 12H+ + 12e- -> C2H4 + 4H2O}}}
この時、電極表面が単体の銅だった場合メタンのような炭素原子を1つしか持たない炭化水素（C1化合物）が生じるが、水酸化銅(II)だった場合、エチレンやエタノールのような炭素原子を複数持つ炭化水素（C2化合物）も生じるようになる。

## 電極触媒
上述の通り、二酸化炭素を電気分解して生成される物質はさまざまで、それらの種類は電極触媒によって変わる。
1. 一酸化炭素を生成するもの（金(Au)、銀(Ag)、亜鉛(Zn)など）
2. 水素のみが発生するもの。二酸化炭素をうまく電気分解できない。（鉄(Fe)、チタン(Ti)、白金(Pt)、ニッケル(Ni)など[5]）
3. ギ酸を生成するもの (インジウム、鉛、スズ、カドミウム)
4. メタン、エチレン等の炭化水素を生成するもの（銅）(Cu)

特に有望なのが銅を使った炭化水素の製造である。カーボンドープや酸化銅(I)の組成比を高めることで選択性と効率を高めることができると報告されている。
1. ホウ素(B)を添加したダイヤモンド[5]
2. 金属硫化物[9][10]

## 課題
1. 過電圧が大きい - 電極触媒の改良が必要。
2. 電流効率、選択性が低い - 経済性を向上させるためにはより価値の高いC2化合物を選択的に合成できる必要が有る[11]。
3. 反応速度が遅い - 二酸化炭素の溶解度が十分でないため。解決法としてガス拡散電極、高圧下での使用が挙げられる。

電極触媒の反応機構は不明な点が多く、研究改良が望まれる。

## SOECメタネーション
SOECに二酸化炭素と水を同時に供給、電気分解で一酸化炭素ガスと水素を同時に発生させる。十分に高温であれば電解電圧/ギブス自由エネルギーは低下し、この反応は吸熱反応になる。熱エネルギーにはサバティエ反応による発熱を利用する。
これにより80 - 90%の効率でメタンを合成できる可能性もあるとされる。

## 参考サイト
- LaConti AB, Molter TM, Zagaja JA (May 1986). Electrochemical Reduction of Carbon Dioxide..  オリジナルの27 March 2012時点におけるアーカイブ。
- Fujita E (January 2000). Carbon Dioxide (Reduction). Upton, NY (United States): Brookhaven National Lab. (BNL)
- Neelameggham NR. “Carbon Dioxide Reduction Technologies: A Synopsis of the Symposium at TMS 2008”. The Minerals, Metals & Materials Society (TMS). 2022年7月2日閲覧。